# Сибірські трапи

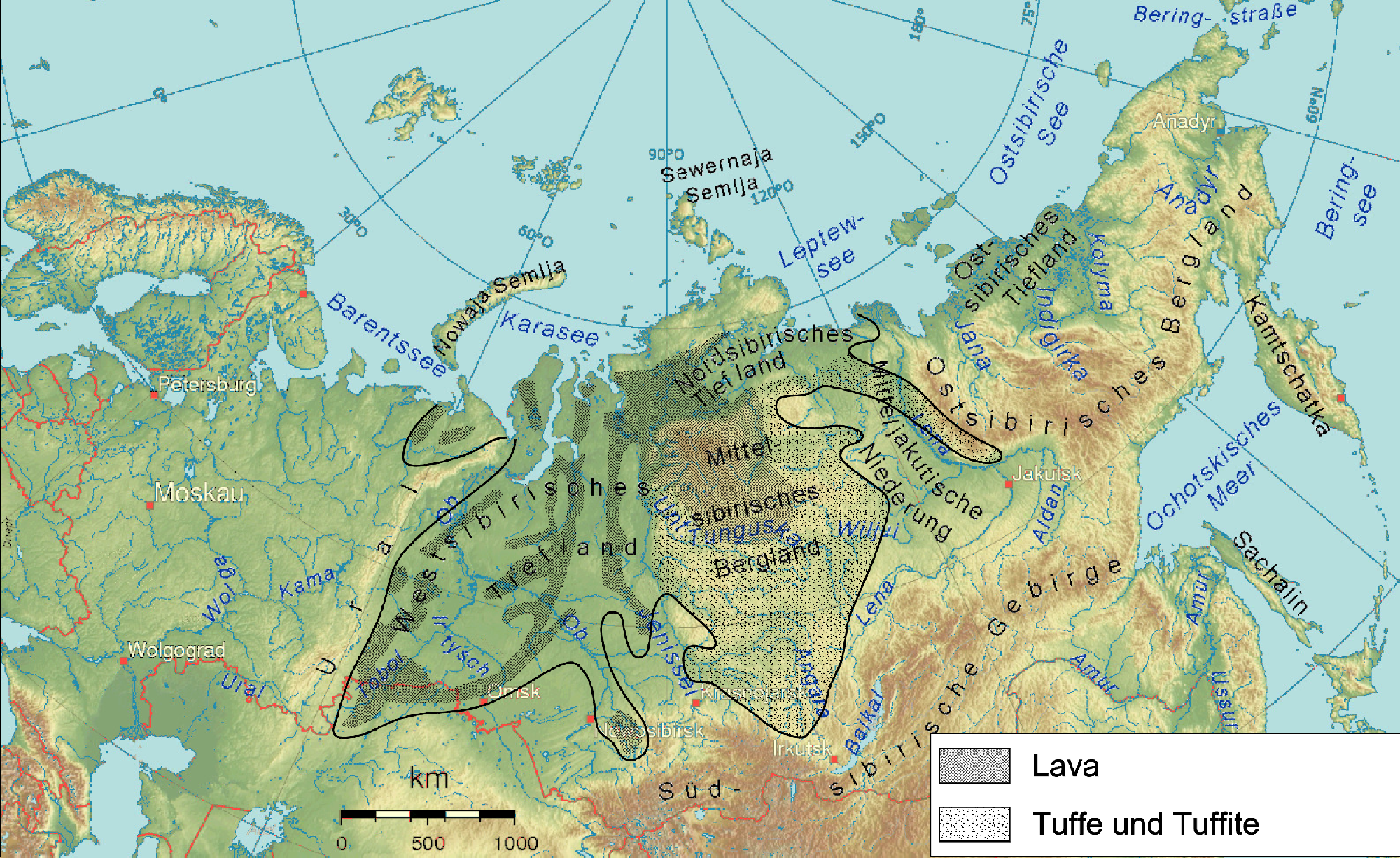
Сибірські трапи. Локалізація.

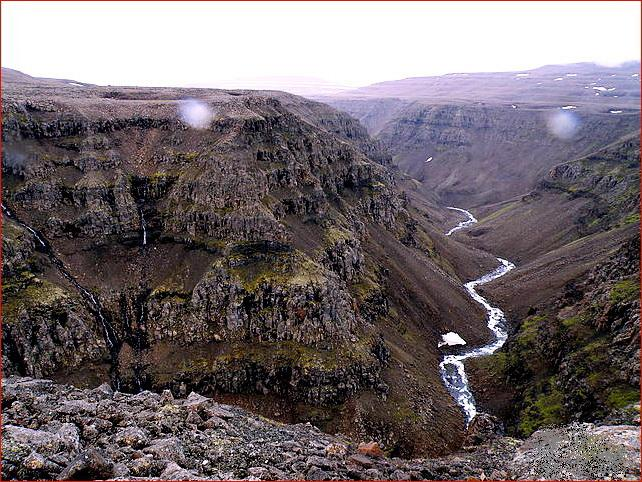
Базальтові скелі плато Путорана, утвореного трапами, прорізані вузькими річковими каньйонами.

Сибірські трапи (рос. сибирские траппы, англ. Siberian Traps, нім. Sibirischen Trappe m pl) — одна з найбільших трапових провінцій, розташована на Східно-Сибірській платформі. Сибірські трапи виливали на границі палеозою й мезозою, пермського й тріасових періодів. Одночасно з ними відбулося найбільше (пермотріасове) вимирання видів в історії Землі. Трапи розвинені на площі близько 4 млн км², об'єм вивержених розплавів становить приблизно 2 млн км³ ефузивних та інтрузивних порід.
Трапи розповсюджені по всій Східно-Сибірській платформі, у Хатангському прогині, у Мінусінській западині, зона магматизму простирається й на шельфі Євразії, на дні Карського моря. У районі їх розвитку розташовані ріки Нижня й Підкам’яна Тунгуска, Тюнг і ін. Сибірські трапи складають плато Путорана. Одночасно з типово траповими виверженнями численні магматичні події відбулися на ще більшій прилеглій території. У цей час утворювалися численні базальтові вулкани в Монголії, Забайкалля, у Східному й Південному Казахстані. Вони не типові для трапового магматизму, але пов'язані з ним у часі й просторі, тому, можливо, мають із ним генетичний зв'язок.
Центр трапового магматизму розташовувався в районі Норильська. Тут потужність формації максимальна, і утворювалися великі вулканічні комплекси й розшаровані інтрузії, з якими зв'язані родовища мідно-нікель-платиноїдних руд. На схід від Норильська розташована Маймеча-Котуйська лужна провінція, у якій поширені лужні гірські породи: маймечити, кімберліти, пікрити, карбонатити, мелілітоліти та ін. 
Масове пермське вимирання імовірно викликане сибірськими трапами.

## Інтернет-ресурси
- "The Siberian Traps" by Richard Cowen
- "The Siberian Traps Large Igneous Province"
- "Toxic Gases Caused World's Worst Mass Extinction"